# Bay St. Louis
Bay St. Louis ist eine Stadt innerhalb des Hancock County, Mississippi in den Vereinigten Staaten. Sie ist Teil der Metropolregion Gulfport–Biloxi–Pascagoula. Das U.S. Census Bureau hat bei der Volkszählung 2020 eine Einwohnerzahl von 9284 ermittelt.

## Geschichte
Die ersten europäischen Siedler in diesem Gebiet waren französische Kolonisten, deren Kultur noch heute die kleine Stadt beeinflusst und die Sklaven aus Afrika importierten. Es entwickelte sich eine kreolische Bevölkerung von Louisiana, die sowohl farbige als auch weiße Kolonisten mit überwiegend französischer Abstammung umfasste.
Das County wurde von europäischen Amerikanern gegründet, die es nach John Hancock, einem der Gründerväter der Vereinigten Staaten, benannten. Während nach der Umsiedlung der Indianer in den 1830er Jahren mehr protestantische Amerikaner in dieses Gebiet einwanderten, gibt es immer noch viele katholische Familien, von denen einige sowohl auf afrikanische als auch französische Vorfahren aus der Kolonialzeit zurückgehen.

## Klima
Die Stadt wird als mit einem subtropischen Klima klassifiziert. Dies bedeutet eine heiße, feuchte Monsunzeit, die im späten Frühjahr beginnt und im Frühherbst endet, mit häufigen Nachmittags- und Abendgewittern mit sintflutartigen Regengüssen, wobei die Gewitter in der Regel nicht lange andauern, aber stark oder sogar heftig sein können. Das Gebiet ist auch anfällig für tropische Wirbelstürme und Hurrikane.

## Demografie
Nach der Schätzung von 2019 leben in Bay St. Louis 14.034 Menschen. Die Bevölkerung teilte sich im selben Jahr auf in 78,2 % Weiße, 15,8 % Afroamerikaner, 0,4 % amerikanische Ureinwohner, 0,8 % Asiaten und 3,8 % mit zwei oder mehr Ethnizitäten. Hispanics oder Latinos aller Ethnien machten 6,5 % der Bevölkerung aus. Das mittlere Haushaltseinkommen lag bei 39.721 US-Dollar und die Armutsquote bei 22,0 %.